# Stationärer Aufenthalt
Stationärer Aufenthalt ist das Verweilen in der Station eines Krankenhauses oder eines Pflegeheims in Abgrenzung zur ambulanten Behandlung. In § 41 SGB XI gibt es für Pflegebedürftige außerdem den Begriff der „teilstationären Pflege“.

## Allgemeines
Krankenhäuser (auch Klinik/Klinikum, Hospital oder Spital genannt) haben im Allgemeinen zwei Funktionen: das eigentliche „Krankenhaus“ und die Ambulanz, in der eilige und leichtere Fälle behandelt werden. Selbst aus der Notaufnahme werden nur Fälle, die einer besonderen Behandlung bedürfen oder zur Beobachtung behalten werden sollen, in die stationäre Pflege übernommen. Dabei umfasst die stationäre Abteilung des Krankenhauses die eigentlichen Bettenstationen in den medizinisch spezialisierten Abteilungen und die Intensivstation. In einigen Ländern wird versucht, die Ambulanzbetreuung aus dem Krankenhaussektor zurückzudrängen und die stationäre Behandlung als deren Kernkompetenz zu fördern. Dazu entstehen beispielsweise fachärztliche Stationen, die oft in einem Klinikum angeschlossen, aber nicht Teil der eigentlichen Krankenanstalt sind. In Zusammenhang mit der Gesundheitsreform in Deutschland wird in politischen Diskussionen und in der Berichterstattung das Schlagwort „Kliniksterben“ verwendet.
Die Stationäre Pflege umfasst neben der medizinischen Versorgung auch Unterkunft und Verpflegung; sie ist daher die teuerste Variante der krankenhäuslich-medizinischen Versorgung. Ein anderes Modell unterscheidet zwischen klassischer vollstationärer und teilstationärer Behandlung: das ist eine Bettenbelegung nur tagsüber oder nur nächtens (tagesklinische oder nachtklinische Behandlung), etwa in speziellen Tageskliniken. Von (voll-)stationärer Behandlung spricht man dann, wenn sich die Aufnahme zu mindestens über einen Tag und eine Nacht erstreckt, Klassische tagesklinische Teilstation umfasst etwa Dialyse-Patienten oder Fälle in Geriatrie und Psychiatrie. Diese Abgrenzung wird auch durch die neuen Möglichkeiten für ambulante Operationen wichtiger, wo insbesondere durch minimalinvasive Methoden auch bei schwereren Eingriffen nur eine wenigstündige stationäre Nachbetreuung notwendig ist.

## Krankenhausbehandlung
Stationäre Aufenthalte im Krankenhaus werden typischerweise über ein Tagegeld abgegolten, sowohl zwischen Patient und Krankenhaus, was die Selbstbehalte betrifft, und entsprechend auch zwischen Patient und Krankenversicherung: Privatversicherungen decken typischerweise auch in Bezug auf den stationären Aufenthalt gewisse zusätzliche Annehmlichkeiten ab, etwa Einzelzimmer. Zwischen Krankenhaus und Sozialversicherungen kommt man von einer Tagegeld-Verrechnung wieder ab, weil diese die Krankenhäuser animiert, die Patienten möglichst lange stationär zu behalten, um die Bettenbelegung hoch zu halten, und geht zu einer  leistungsorientierten Krankenanstaltenfinanzierung über, die ein schnelleres Wechseln in eine aktive Rehabilitation fördert, dadurch aber auch Nachteile in der Betreuungsqualität haben kann.
Auch in der Sozialpflege wird der Begriff stationärer Aufenthalt verwendet. Dabei wird zunehmend versucht, eine ambulante Betreuung in Form von Hauspflege, von Altentagesstätten und solchen für Menschen mit psychischer Behinderung und Ähnlichem zu fördern. Diese Unterbringungsleistungen werden im Allgemeinen monatsweise abgerechnet.

## Teilstationärer Aufenthalt
Das Adjektiv  „teilstationär“ ist ein Begriff aus dem Gesundheitswesen und bezieht sich auf die Dauer und Regelmäßigkeit des Versorgungsangebots. Teilstationäre Versorgungseinrichtungen wie zum Beispiel Tageskliniken können einen Betreuungsbedarf erfüllen, der für rein ambulante Versorgung zu hoch wäre, aber noch keine Aufnahme in eine stationäre Einrichtung nötig macht.
Es gibt viele verschiedene teilstationäre Versorgungseinrichtungen, die oft als Tageskliniken organisiert und an ein Krankenhaus angeschlossen sind. Auch Pflegeheime bieten teilstationäre Versorgung an. Nach § 41 SGB XI haben Pflegebedürftige jedoch nur einen Anspruch auf teilstationäre Pflege in einer Einrichtung der Tages- oder Nachtpflege, wenn die häusliche Pflege nicht in ausreichendem Umfang sichergestellt werden kann.